# Lista de ases da aviação da Primeira Guerra Mundial com 20 ou mais vitórias

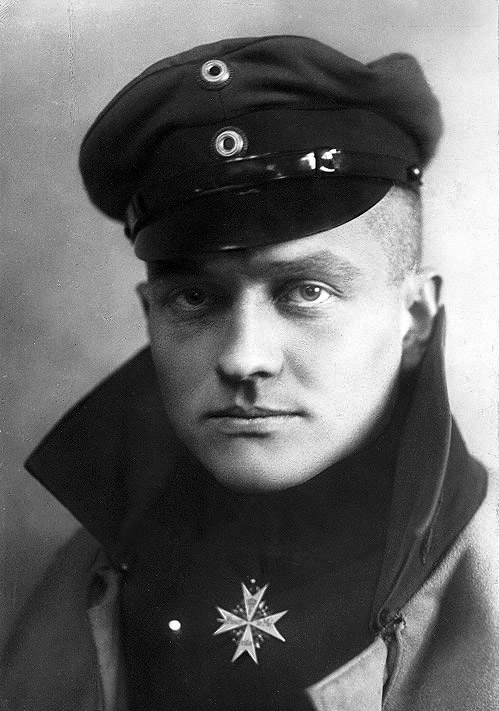
Retrato oficial de Manfred von Richthofen, o maior ás da aviação da Primeira Guerra Mundial, com a medalha Pour le Mérite, a mais alta condecoração militar da Prússia, em 1917

Esta é uma lista dos ases da aviação da Primeira Guerra Mundial com 20 ou mais vitórias. Um piloto é classificado como ás da aviação quando abate um mínimo de cinco aeronaves inimigas.
O termo ás da aviação surgiu pela primeira vez nos jornais franceses durante a Primeira Guerra Mundial, descrevendo Adolph Pégoud como um "ás", depois de ter abatido um total de cinco aviões alemães. A partir deste momento, surgiu um sistema em que por cada aeronave abatida, independentemente se resultasse na morte ou apenas no ferimento do piloto inimigo, o piloto contabilizaria uma vitória.
Apesar de este "estatuto" ser frequentemente alcançado por pilotos de caças, os pilotos de bombardeiros e até mesmo tripulações de bombardeiros e aeronaves de reconhecimento também podiam alcançar, tendo também meios que abater uma aeronave inimiga. Se uma aeronave com dois lugares abatesse um avião, ambos os militares eram creditados com uma vitória. Devido ao facto de muitas aeronaves da época terem pilotos e observadores/atiradores, um observador/atirador podia ser um ás enquanto o piloto não o era, e vice-versa.

## Ases
Esta é a lista completa de todos os pilotos com 20 ou mais vitórias durante a Primeira Grande Guerra, organizada de forma decrescente de acordo com o número total de vitórias.
      Isto, juntamente com o símbolo †, indica que o piloto foi morto em combate, desapareceu em combate, faleceu devido a ferimentos ou a um qualquer acidente durante a Primeira Guerra Mundial.
| Nome                                         | País            | Ramo                                                    | Vitórias |
| -------------------------------------------- | --------------- | ------------------------------------------------------- | -------- |
| Manfred von Richthofen†                      | Alemanha        | Luftstreitkräfte                                        | 80       |
| René Fonck                                   | França          | Aéronautique Militaire                                  | 75       |
| Billy Bishop                                 | Canadá          | Royal Flying Corps, Royal Air Force                     | 72       |
| Ernst Udet                                   | Alemanha        | Luftstreitkräfte                                        | 62       |
| Edward Mannock†                              | Reino Unido     | Royal Flying Corps, Royal Air Force                     | 61       |
| Raymond Collishaw                            | Canadá          | Royal Naval Air Service, Royal Air Force                | 60       |
| James McCudden†                              | Reino Unido     | Royal Flying Corps, Royal Air Force                     | 57       |
| Andrew Beauchamp-Proctor                     | África do Sul   | Royal Flying Corps, Royal Air Force                     | 54       |
| Erich Löwenhardt†                            | Alemanha        | Luftstreitkräfte                                        | 54       |
| Donald MacLaren                              | Canadá          | Royal Flying Corps, Royal Air Force                     | 54       |
| Georges Guynemer†                            | França          | Aéronautique Militaire                                  | 53       |
| William George Barker                        | Canadá          | Royal Flying Corps, Royal Air Force                     | 50       |
| Josef Jacobs                                 | Alemanha        | Luftstreitkräfte                                        | 48       |
| Werner Voss†                                 | Alemanha        | Luftstreitkräfte                                        | 48       |
| Robert A. Little†                            | Austrália       | Royal Naval Air Service, Royal Air Force                | 47       |
| George McElroy†                              | Reino Unido     | Royal Flying Corps, Royal Air Force                     | 47       |
| Roderic Dallas†                              | Austrália       | Royal Naval Air Service, Royal Air Force                | 45       |
| Fritz Rumey†                                 | Alemanha        | Luftstreitkräfte                                        | 45       |
| Albert Ball†                                 | Reino Unido     | Royal Flying Corps                                      | 44       |
| Rudolf Berthold                              | Alemanha        | Luftstreitkräfte                                        | 44       |
| Bruno Loerzer                                | Alemanha        | Luftstreitkräfte                                        | 44       |
| Paul Bäumer                                  | Alemanha        | Luftstreitkräfte                                        | 43       |
| Tom F. Hazell                                | Reino Unido     | Royal Flying Corps, Royal Air Force                     | 43       |
| Charles Nungesser                            | França          | Aéronautique Militaire                                  | 43       |
| Georges Madon                                | França          | Aéronautique Militaire                                  | 41       |
| Oswald Boelcke†                              | Alemanha        | Luftstreitkräfte                                        | 40       |
| Franz Büchner                                | Alemanha        | Luftstreitkräfte                                        | 40       |
| Philip F. Fullard                            | Reino Unido     | Royal Flying Corps, Royal Air Force                     | 40       |
| Lothar von Richthofen                        | Alemanha        | Luftstreitkräfte                                        | 40       |
| Charles George Gass                          | Reino Unido     | Royal Flying Corps, Royal Air Force                     | 39       |
| John Inglis Gilmour                          | Reino Unido     | Royal Flying Corps, Royal Air Force                     | 39       |
| Heinrich Gontermann†                         | Alemanha        | Luftstreitkräfte                                        | 39       |
| William Lancelot Jordan                      | África do Sul   | Royal Naval Air Service, Royal Air Force                | 39       |
| Karl Menckhoff                               | Alemanha        | Luftstreitkräfte                                        | 39       |
| Alfred Atkey                                 | Canadá          | Royal Flying Corps, Royal Air Force                     | 38       |
| William Gordon Claxton                       | Canadá          | Royal Flying Corps, Royal Air Force                     | 37       |
| Willy Coppens                                | Bélgica         | Luchtcomponent                                          | 37       |
| James Ira Thomas Jones                       | Reino Unido     | Royal Flying Corps, Royal Air Force                     | 37       |
| Karl Bolle                                   | Alemanha        | Luftstreitkräfte                                        | 36       |
| Julius Buckler                               | Alemanha        | Luftstreitkräfte                                        | 36       |
| Joseph Stewart Temple Fall                   | Canadá          | Royal Naval Air Service, Royal Air Force                | 36       |
| Max von Müller†                              | Alemanha        | Luftstreitkräfte                                        | 36       |
| Maurice Boyau†                               | França          | Aéronautique Militaire                                  | 35       |
| Godwin Brumowski                             | Áustria-Hungria | Luftfahrtruppen                                         | 35       |
| Gustav Dorr                                  | Alemanha        | Luftstreitkräfte                                        | 35       |
| Otto Koennecke                               | Alemanha        | Luftstreitkräfte                                        | 35       |
| Frederick McCall                             | Canadá          | Royal Flying Corps, Royal Air Force                     | 35       |
| Eduard von Schleich                          | Alemanha        | Luftstreitkräfte                                        | 35       |
| Emil Thuy                                    | Alemanha        | Luftstreitkräfte                                        | 35       |
| Josef Veltjens                               | Alemanha        | Luftstreitkräfte                                        | 35       |
| Henry Winslow Woollett                       | Reino Unido     | Royal Flying Corps, Royal Air Force                     | 35       |
| Francesco Baracca†                           | Itália          | Corpo Aeronautico Militare                              | 34       |
| Michel Coiffard†                             | França          | Aéronautique Militaire                                  | 34       |
| Heinrich Bongartz                            | Alemanha        | Luftstreitkräfte                                        | 33       |
| Heinrich Kroll                               | Alemanha        | Luftstreitkräfte                                        | 33       |
| Frank Granger Quigley†                       | Canadá          | Royal Flying Corps, Royal Air Force                     | 33       |
| Kurt Wolff†                                  | Alemanha        | Luftstreitkräfte                                        | 33       |
| Julius Arigi                                 | Áustria-Hungria | Luftfahrtruppen                                         | 32       |
| Geoffrey Hilton Bowman                       | Reino Unido     | Royal Flying Corps, Royal Air Force                     | 32       |
| Hermann Frommherz                            | Alemanha        | Luftstreitkräfte                                        | 32       |
| Samuel Kinkead                               | África do Sul   | Royal Naval Air Service, Royal Air Force                | 32       |
| Theo Osterkamp                               | Alemanha        | Marine-Fliegerabteilung                                 | 32       |
| Paul Billik                                  | Alemanha        | Luftstreitkräfte                                        | 31       |
| Andrew Edward McKeever                       | Canadá          | Royal Flying Corps, Royal Air Force, Canadian Air Force | 31       |
| Gotthard Sachsenberg                         | Alemanha        | Marinefliegerkorps                                      | 31       |
| Karl Allmenröder†                            | Alemanha        | Luftstreitkräfte                                        | 30       |
| Harald Auffarth                              | Alemanha        | Luftstreitkräfte                                        | 30       |
| Carl Degelow                                 | Alemanha        | Luftstreitkräfte                                        | 30       |
| Josef Mai                                    | Alemanha        | Luftstreitkräfte                                        | 30       |
| Ulrich Neckel                                | Alemanha        | Luftstreitkräfte                                        | 30       |
| Karl Emil Schäfer†                           | Alemanha        | Luftstreitkräfte                                        | 30       |
| Samuel Frederick Henry Thompson†             | Reino Unido     | Royal Flying Corps, Royal Air Force                     | 30       |
| Charles Dawson Booker†                       | Reino Unido     | Royal Naval Air Service, Royal Air Force                | 29       |
| Percy Jack Clayson                           | Reino Unido     | Royal Flying Corps, Royal Air Force                     | 29       |
| Harry Cobby                                  | Austrália       | Australian Flying Corps                                 | 29       |
| Leonard Henry Rochford                       | Reino Unido     | Royal Naval Air Service, Royal Air Force                | 29       |
| Walter Blume                                 | Alemanha        | Luftstreitkräfte                                        | 28       |
| Léon Bourjade                                | França          | Aéronautique Militaire                                  | 28       |
| Walter von Bülow-Bothkamp†                   | Alemanha        | Luftstreitkräfte                                        | 28       |
| Albert Desbrisay Carter†                     | Canadá          | Royal Flying Corps, Royal Air Force                     | 28       |
| Benno Fiala Ritter von Fernbrugg             | Áustria-Hungria | Luftfahrtruppen                                         | 28       |
| Robert Ritter von Greim                      | Alemanha        | Luftstreitkräfte                                        | 28       |
| John Everard Gurdon                          | Reino Unido     | Royal Flying Corps, Royal Air Force                     | 28       |
| Reginald Hoidge                              | Canadá          | Royal Flying Corps, Royal Air Force                     | 28       |
| Dennis Latimer                               | Reino Unido     | Royal Flying Corps, Royal Air Force                     | 28       |
| Arthur Laumann                               | Alemanha        | Luftstreitkräfte                                        | 28       |
| Friedrich Ritter von Röth                    | Alemanha        | Luftstreitkräfte                                        | 28       |
| Fritz Otto Bernert                           | Alemanha        | Luftstreitkräfte                                        | 27       |
| Otto Fruhner                                 | Alemanha        | Luftstreitkräfte                                        | 27       |
| Hans Kirschstein†                            | Alemanha        | Luftstreitkräfte                                        | 27       |
| Frank Linke-Crawford†                        | Áustria-Hungria | Luftfahrtruppen                                         | 27       |
| Clifford McEwen                              | Canadá          | Royal Flying Corps, Royal Air Force                     | 27       |
| Thomas Percy Middleton                       | Reino Unido     | Royal Flying Corps                                      | 27       |
| Armand Pinsard                               | França          | Aéronautique Militaire                                  | 27       |
| Arthur Rhys Davids†                          | Reino Unido     | Royal Flying Corps                                      | 27       |
| Frank Ormond Soden                           | Canadá          | Royal Flying Corps, Royal Air Force                     | 27       |
| Karl Thom                                    | Alemanha        | Luftstreitkräfte                                        | 27       |
| Adolf von Tutschek†                          | Alemanha        | Luftstreitkräfte                                        | 27       |
| Arthur Whealy                                | Canadá          | Royal Naval Air Service, Royal Air Force                | 27       |
| Kurt Wusthoff                                | Alemanha        | Luftstreitkräfte                                        | 27       |
| Oscar von Boenigk                            | Alemanha        | Luftstreitkräfte                                        | 26       |
| Eduard Dostler†                              | Alemanha        | Luftstreitkräfte                                        | 26       |
| Ronald Malcolm Fletcher                      | Reino Unido     | Royal Flying Corps                                      | 26       |
| William Frederick James Harvey               | Reino Unido     | Royal Flying Corps                                      | 26       |
| Elwyn King                                   | Austrália       | Australian Flying Corps                                 | 26       |
| Gerald Joseph Constable Maxwell              | Reino Unido     | Royal Flying Corps                                      | 26       |
| Max Näther†                                  | Alemanha        | Luftstreitkräfte                                        | 26       |
| Eddie Rickenbacker                           | Estados Unidos  | Serviço Aéreo do Exército dos Estados Unidos            | 26       |
| Silvio Scaroni                               | Itália          | Corpo Aeronautico Militare                              | 26       |
| William Ernest Staton                        | Reino Unido     | Royal Flying Corps                                      | 26       |
| William McKenzie Thomson                     | Canadá          | Royal Flying Corps, Royal Air Force                     | 26       |
| Olivier Freiherr von Beaulieu-Marconnay†     | Alemanha        | Luftstreitkräfte                                        | 25       |
| Keith Caldwell                               | Nova Zelândia   | Royal Flying Corps, Royal Air Force                     | 25       |
| Robert J. O. Compston                        | Reino Unido     | Royal Flying Corps                                      | 25       |
| Georg von Hantelmann                         | Alemanha        | Luftstreitkräfte                                        | 25       |
| Fritz Pütter†                                | Alemanha        | Luftstreitkräfte                                        | 25       |
| Stanley Wallace Rosevear†                    | Canadá          | Royal Naval Air Service, Royal Air Force                | 25       |
| Erwin Böhme†                                 | Alemanha        | Luftstreitkräfte                                        | 24       |
| Peter Carpenter                              | Reino Unido     | Royal Flying Corps, Royal Air Force                     | 24       |
| George S. L. Hayward                         | Reino Unido     | Royal Flying Corps                                      | 24       |
| Harry G. E. Luchford†                        | Reino Unido     | Royal Flying Corps                                      | 24       |
| Georg Meyer                                  | Alemanha        | Luftstreitkräfte                                        | 24       |
| Tom Cecil Noel†                              | Reino Unido     | Royal Flying Corps, Royal Air Force                     | 24       |
| Pier Ruggero Piccio                          | Itália          | Corpo Aeronautico Militare                              | 24       |
| William Ernest Shields                       | Canadá          | Royal Flying Corps, Royal Air Force                     | 24       |
| James Anderson Slater                        | Reino Unido     | Royal Flying Corps                                      | 24       |
| William Melville Alexander                   | Canadá          | Royal Naval Air Service, Royal Air Force                | 23       |
| Hermann Becker                               | Alemanha        | Luftstreitkräfte                                        | 23       |
| William Charles Campbell                     | Reino Unido     | Royal Flying Corps                                      | 23       |
| René Dorme†                                  | França          | Aéronautique Militaire                                  | 23       |
| Matthew Brown Frew                           | Reino Unido     | Royal Flying Corps, Royal Air Force                     | 23       |
| Gabriel Guerin†                              | França          | Aéronautique Militaire                                  | 23       |
| Howard Percy Lale                            | Reino Unido     | Royal Flying Corps                                      | 23       |
| Alexander Pentland                           | Austrália       | Royal Flying Corps, Royal Air Force                     | 23       |
| Harold Whistler                              | Reino Unido     | Royal Flying Corps                                      | 23       |
| Hermann Göring                               | Alemanha        | Luftstreitkräfte                                        | 22       |
| Thomas Sinclair Harrison                     | África do Sul   | Royal Flying Corps                                      | 22       |
| Marcel Haegelen                              | França          | Aéronautique Militaire                                  | 22       |
| Louis Fleeming Jenkin†                       | Reino Unido     | Royal Flying Corps                                      | 22       |
| Cecil Frederick King†                        | Reino Unido     | Royal Flying Corps                                      | 22       |
| Hans Klein                                   | Alemanha        | Luftstreitkräfte                                        | 22       |
| John Leacroft                                | Reino Unido     | Royal Flying Corps                                      | 22       |
| Arthur Ernest Newland                        | Reino Unido     | Royal Air Force                                         | 22       |
| Hans Pippart†                                | Alemanha        | Luftstreitkräfte                                        | 22       |
| Werner Preuss                                | Alemanha        | Luftstreitkräfte                                        | 22       |
| Pierre Marinovitch                           | França          | Aéronautique Militaire                                  | 22       |
| Benjamin Roxburgh-Smith                      | Reino Unido     | Royal Flying Corps                                      | 22       |
| Karl Schlegel†                               | Alemanha        | Luftstreitkräfte                                        | 22       |
| Joseph Leonard Maries White                  | Canadá          | Royal Flying Corps, Royal Air Force                     | 22       |
| Rudolf Windisch†                             | Alemanha        | Luftstreitkräfte                                        | 22       |
| Hans von Adam†                               | Alemanha        | Luftstreitkräfte                                        | 21       |
| Friedrich Altemeier                          | Alemanha        | Luftstreitkräfte                                        | 21       |
| Flavio Baracchini                            | Itália          | Corpo Aeronautico Militare                              | 21       |
| Francis Cubbon†                              | Reino Unido     | Royal Flying Corps                                      | 21       |
| Harold Leslie Edwards                        | Canadá          | Royal Air Force                                         | 21       |
| Friedrich Friedrichs†                        | Alemanha        | Luftstreitkräfte                                        | 21       |
| Alfred Heurtaux                              | França          | Aéronautique Militaire                                  | 21       |
| Charles Hickey†                              | Canadá          | Royal Naval Air Service, Royal Air Force                | 21       |
| Fritz Höhn†                                  | Alemanha        | Luftstreitkräfte                                        | 21       |
| William John Charles Kennedy-Cochran-Patrick | Reino Unido     | Royal Flying Corps                                      | 21       |
| Richard Maybery†                             | Reino Unido     | Royal Flying Corps                                      | 21       |
| Edgar McCloughry                             | Austrália       | Australian Flying Corps                                 | 21       |
| Richard Minifie                              | Austrália       | Royal Naval Air Service                                 | 21       |
| Friedrich T. Noltenius                       | Alemanha        | Luftstreitkräfte                                        | 21       |
| George Edwin Thomson†                        | Reino Unido     | Royal Flying Corps                                      | 21       |
| Leonard Monteagle Barlow†                    | Reino Unido     | Royal Flying Corps                                      | 20       |
| Douglas John Bell†                           | África do Sul   | Royal Flying Corps                                      | 20       |
| Hans Bethge                                  | Alemanha        | Luftstreitkräfte                                        | 20       |
| Kenneth Burns Conn                           | Canadá          | Royal Flying Corps, Royal Air Force                     | 20       |
| Albert Deullin                               | França          | Aéronautique Militaire                                  | 20       |
| Rudolph von Eschwege†                        | Alemanha        | Luftstreitkräfte                                        | 20       |
| Wilhelm Frankl†                              | Alemanha        | Luftstreitkräfte                                        | 20       |
| Hans von Freden                              | Alemanha        | Luftstreitkräfte                                        | 20       |
| Francis W. Gillet                            | Estados Unidos  | Royal Flying Corps, Royal Air Force                     | 20       |
| Walter Göttsch†                              | Alemanha        | Luftstreitkräfte                                        | 20       |
| Oskar Hennrich                               | Alemanha        | Luftstreitkräfte                                        | 20       |
| Edgar Johnston                               | Austrália       | Australian Flying Corps                                 | 20       |
| Alexander Kazakov                            | Império Russo   | Serviço Aéreo da Rússia Imperial                        | 20       |
| Otto Kissenberth                             | Alemanha        | Luftstreitkräfte                                        | 20       |
| Camille Lagesse                              | Canadá          | Royal Flying Corps, Royal Air Force                     | 20       |
| Ian Donald Roy McDonald                      | Reino Unido     | Royal Flying Corps                                      | 20       |
| Keith Park                                   | Nova Zelândia   | Royal Flying Corps, Royal Air Force                     | 20       |
| Wilhelm Reinhard†                            | Alemanha        | Luftstreitkräfte                                        | 20       |
| Charles G. Ross                              | África do Sul   | Royal Flying Corps, Royal Air Force                     | 20       |
| Fulco Ruffo di Calabria                      | Itália          | Corpo Aeronautico Militare                              | 20       |
| Otto Schmidt                                 | Alemanha        | Luftstreitkräfte                                        | 20       |
| Walter Southey                               | África do Sul   | Royal Flying Corps                                      | 20       |
| Frederick Thayre†                            | Reino Unido     | Royal Flying Corps                                      | 20       |